# Сан-Фермо-делла-Батталья
Сан-Фермо-делла-Батталья (італ. San Fermo della Battaglia) — муніципалітет в Італії, у регіоні Ломбардія, провінція Комо.
Сан-Фермо-делла-Батталья розташований на відстані близько 520 км на північний захід від Рима, 40 км на північ від Мілана, 3 км на захід від Комо.
Населення — 4621 особа (2014).

## Демографія
Населення за роками:

Станом на 1 січня 2023 року в муніципалітеті офіційно проживало 356 іноземців з 56 країн, серед них 102 громадяни країн Євросоюзу та 35 громадян України.

## Сусідні муніципалітети
- Кавалласка
- Комо
- Монтано-Лучино